# 阿拉里皮
阿拉里皮是巴西塞阿拉州的一个市镇。总面积1347.047平方公里，总人口20162人，人口密度15人/平方公里。